# Katedrála Nanebevzetí Panny Marie (Velký Varadín)
Katedrála Nanebevzetí Panny Marie (rumunsky Catedrala Adormirea Maicii Domnului) ve Velkém Varadíně (Oradea, maďarsky Nagyvárad) v Rumunsku je biskupský kostel římskokatolické diecéze Oradea Mare postavený v letech 1752–1780 a zároveň největší barokní kostel v Rumunsku. Maďaři ji nazývají katedrálou svatého krále Ladislava Uherského (Szent László-székesegyház). Papež Jan Pavel II. jí roku 1991 udělil čestný titul Basilica minor.

## Dějiny

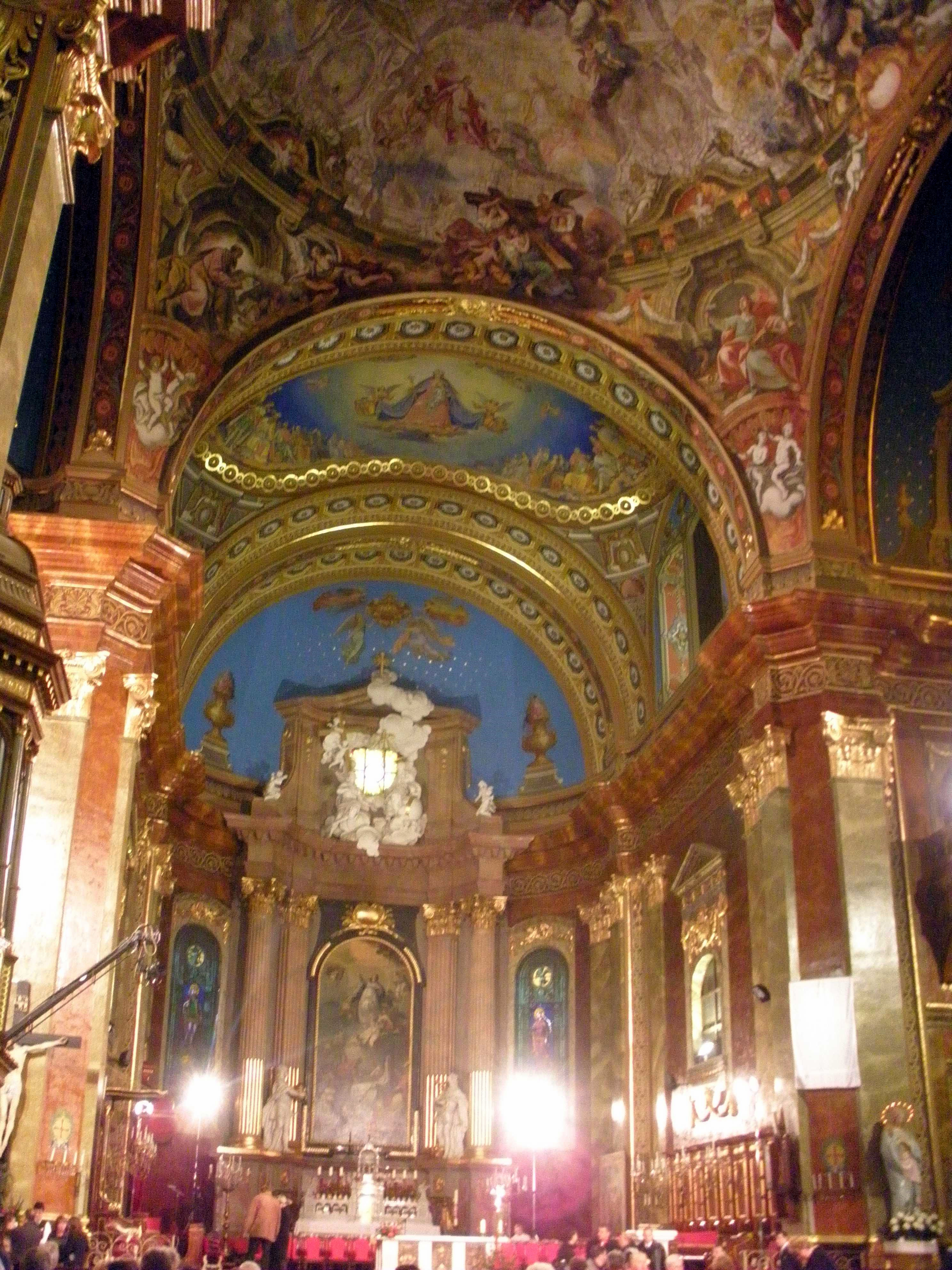
Chrámový chór

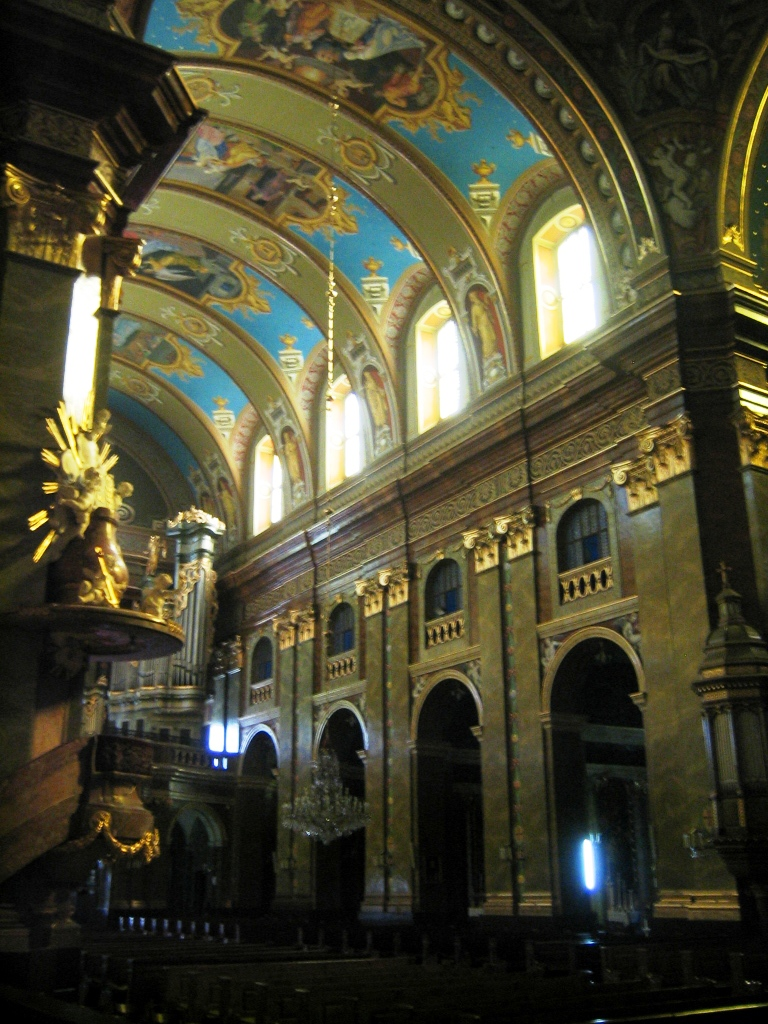
Chrámová loď

Biskupství ve Velkém Varadíně založil uherský král Ladislav I. Svatý v roce 1083. Původní románská katedrála byla poškozena při vpádu Tatarů v roce 1241 a v první polovině 14. století byla nahrazenou novou gotickou stavbou. Stavba se tehdy nacházela uvnitř citadely a sloužila jako pohřebiště příslušníků uherské královské dynastie (je zde pohřben mj. český a uherský král a římský císař Zikmund Lucemburský).